# 가지카와 료타
가지카와 료타(일본어: 梶川 諒太, 1989년 4월 17일 ~ )는 일본의 축구 선수이다.

## 구단 경력
그는 2011년부터 J리그의 도쿄 베르디, 쇼난 벨마레, V-파렌 나가사키, 도쿠시마 보르티스에서 뛰었다.